# Funiculaire de Capri
Le funiculaire de Capri est une ligne de funiculaire de l'île de Capri reliant la station piazza Umberto I à la station Marina Grande sans arrêt intermédiaire.
Il a été construit en 1907 afin de relier et d'améliorer l'accès au centre-ville depuis le port. Le service connait alors un grand succès.
Le funiculaire est actuellement géré par S.I.P.P.I.C..

## Parcours
La première station se trouve sur la placette Angelo Ferraro, devant le port commercial de la zone de Marina Grande, alors que la seconde se trouve sur un perron de la place Umberto I, au cœur de l’île, et sur la via Acquaviva, une rue adjacente à la place. La durée du trajet est de 3 minutes.